# Henri Ier Sanglier
Pour les articles homonymes, voir Sanglier (homonymie).
Henri Ier, surnommé Sanglier, né vers 1085 et mort en 1142, est un prélat français durant la première moitié du XIIe siècle.
Il fait partie de la cour du roi Louis VI le Gros avant d'être chanoine de Sens et d'être élu archevêque de Sens en 1122.
En tant qu'archevêque, il assiste à de nombreux conciles, notamment ceux de Troyes en 1129 qui officialise l'ordre du Temple ou d'Étampes en 1130 qui reconnait la légitimé du pape Innocent II à la suite du schisme d'Anaclet, mais surtout il préside à celui de 1140 qui voit les accusations de Bernard de Clairvaux contre Pierre Abélard.
Il est à l'origine de la construction de la cathédrale de Sens, une des premières églises d'architecture gothique de la Chrétienté.
Il meurt le 10 janvier 1142 et est inhumé à l'abbaye Saint-Pierre-le-Vif de Sens.

## Biographie

### Origines
Henri Sanglier serait issu de la famille des Boiroques, un lignage noble provenant de Loudun dans le Poitou. Un document de la Bibliothèque nationale précise qu'il est le fils d'un certain Simon Sanglier.
Il passe sa jeunesse à la cour du roi de France Louis VI le Gros et il est possible que celui-ci l'ait recommandé lors de son élection à l’archevêché de Sens en 1122.
D'autres sources indiquent qu'il aurait également été pistonné par Étienne de Garlande, un ecclésiastique devenu chancelier et sénéchal de France, grâce aux bonne relations qu'il entretenait avec cette puissante famille.

### Carrière ecclésiastique

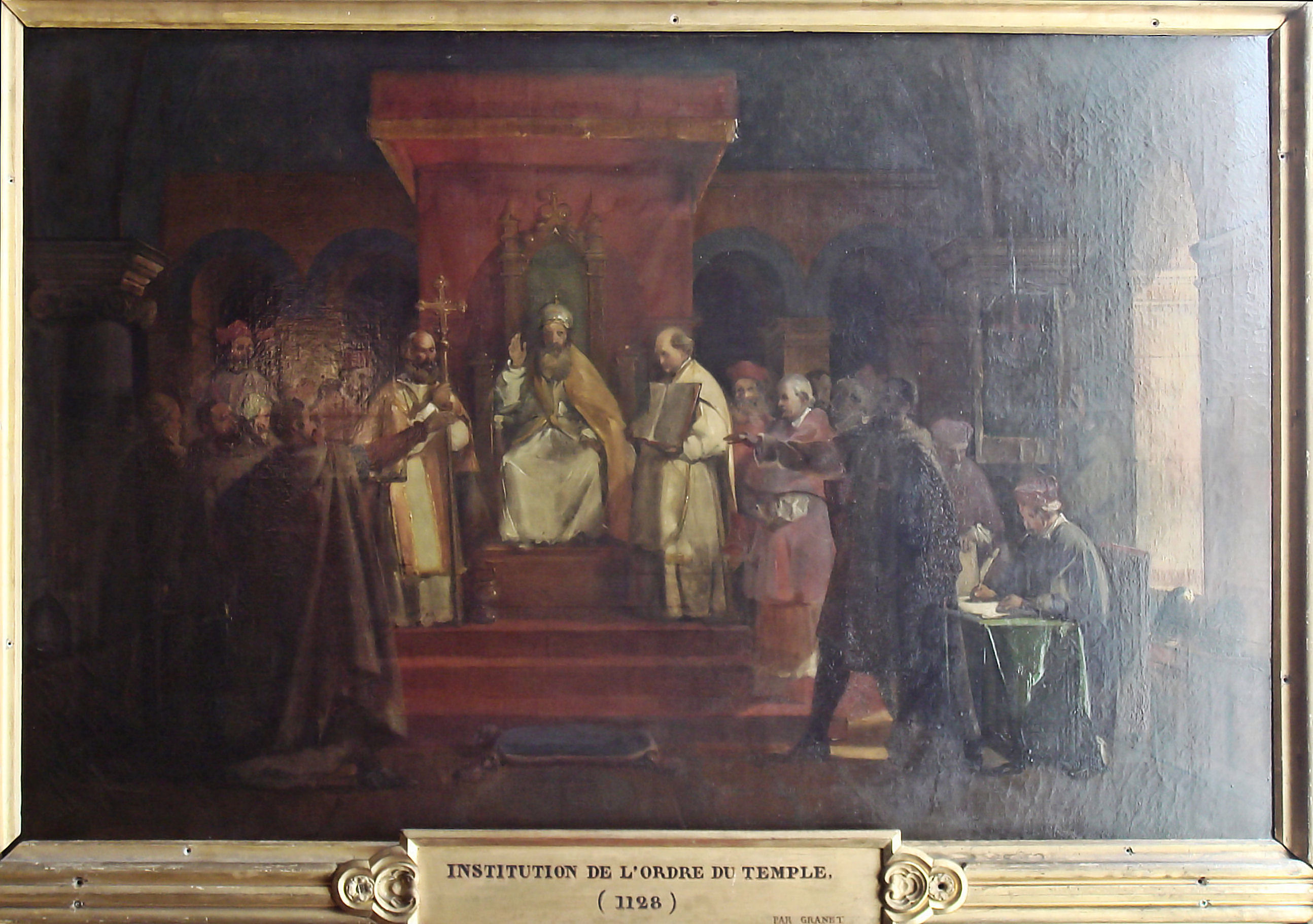
Le concile de Troyes, par Granet, exposé au château de Versailles, auquel était présent Henri Sanglier.

Au moment de son élection en 1122, il est alors chanoine de la cathédrale de Sens. Une fois archevêque, il apporte alors au siège épiscopal le faste qu'il a connu à la cour de France, ce qui lui attire les reproches de deux de ses évêques suffragants : Geoffroy de Chartres et Burchard de Meaux. Bernard de Clairvaux lui-même l'appelle dans plusieurs lettres à une vie plus vertueuse.
En tant qu’archevêque, il assiste à de nombreux conciles. Il préside ainsi en 1127 un concile provincial, connu par une charte de l'abbaye de Saint-Jean-lès-Sens. En 1129, il est au concile de Troyes mené par le cardinal Matthieu d'Albano et qui reconnait officiellement l'ordre du Temple. En 1130, il est au concile d'Étampes qui reconnait la légitimé du pape Innocent II après le schisme de l'antipape Anaclet II, puis en 1133 à celui de Jouarre présidé par son suffragant Geoffroy de Lèves à la suite du meurtre du prieur de l'abbaye Saint-Victor de Paris.
L'année suivante, il assiste à un autre concile, à Pise, mais lors du chemin du retour, il est attaqué avec d'autres prélats dans les environs de Pontremoli par des bandes du Saint-Empire romain germanique qui écument alors l'Italie. Dépouillé et fait prisonnier, il parvient à néanmoins à s'enfuir et à retourner sur ses terres.
En 1136, il tient un autre concile à Pithiviers, puis en 1139 il retourne en Italie pour assister au concile de Latran présidé par le pape Innocent II pour mettre fin au schisme d'Anaclet et lors duquel sont formulées les premières condamnations contre les cathares et les béguines.
En 1140, il convoque un concile à Sens afin de réaliser une disputation des positions théologiques de Pierre Abélard, en présence de ce dernier mais aussi de Bernard de Clairvaux. Mais Abélard refuse de répondre aux accusations et en appel au pape. Le concile ne prononce finalement rien contre lui, mais le pape le reconnaitra comme hérétique l'année suivante.

### Un évêque bâtisseur

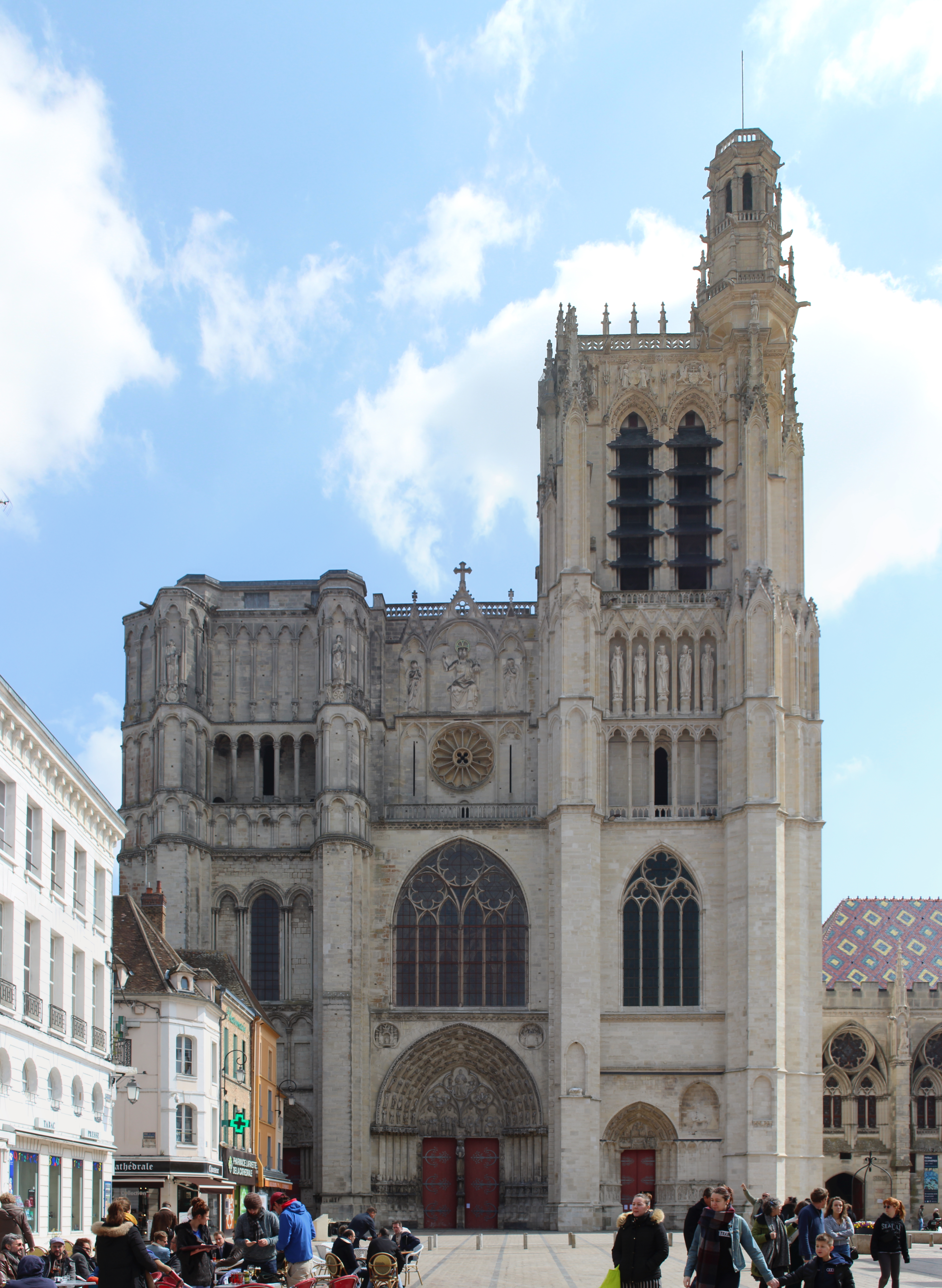
La cathédrale Saint-Étienne de Sens, fondée par Henri Sanglier.
Une statue le représente sur la tour sud (à droite), à gauche de quatre autres statues d'archevêques.

L'archevêque Henri Sanglier décide de remplacer l'ancienne cathédrale, dédicacée par l'archevêque Seguin le 5 octobre 982, par un édifice grandiose et digne de l'importante ville sénonaise. Il a à ses côtés Étienne de Garlande, prévôt du chapitre et chancelier de France jusqu'à la mort de Louis VI le Gros en 1137, et tous deux cherchent la meilleure manière de faire rayonner la ville dans toute la Chrétienté. À une époque où régnait l'architecture romane, Henri Sanglier appelle un maître d'œuvre novateur qui propose une conception révolutionnaire du voûtement : la croisée d'ogives et les arcs boutants.
Connu sous le nom de "Maitre de Sens", son nom reste inconnu à ce jour même s'il l'on peut supposer qu'il a dû intervenir sur les premières cathédrales germaniques introduisant le style gothique. C'est également sur ce chantier que l'architecte Guillaume de Sens fait ses apprentissages avant d'aller introduire l'art gothique en Angleterre.
La cathédrale Saint-Étienne de Sens une des premières églises d'architecture gothique de la Chrétienté avec la basilique Saint-Denis, alors église abbatiale, et son influence est importante.

### Fin de vie
Henri Sanglier meurt le 10 janvier 1142 et est inhumé à l'abbaye Saint-Pierre-le-Vif de Sens.

## Blason
Henri Sanglier avait comme armoiries : d'or, à un sanglier de sable denté d'argent.

## Postérité
Henri Sanglier laisse son nom à Sens à une rue ainsi qu'à un espace regroupant une douzaine de services publics.